# Metting
Metting is een gemeente in het Franse departement Moselle (regio Grand Est) en telt 302 inwoners (1999). De plaats maakt deel uit van het arrondissement Sarrebourg-Château-Salins. Het dorp heet in de Duitse taal Mettingen in Lothringen, niet te verwarren met Mettingen in Noordrijn-Westfalen.

## Geografie
De oppervlakte van Metting bedraagt 5,2 km², de bevolkingsdichtheid is 58,1 inwoners per km².
De onderstaande kaart toont de ligging van Metting met de belangrijkste infrastructuur en aangrenzende gemeenten.

## Demografie
Onderstaande figuur toont het verloop van het inwonertal (bron: INSEE-tellingen).